# Robinsoniodendron ambiguum
Robinsoniodendron ambiguum là loài thực vật có hoa trong họ Tầm ma. Loài này được (Wedd.) Merr. miêu tả khoa học đầu tiên năm 1917.